# Lactarius reticulatovenosus
Lactarius reticulatovenosus é um fungo que pertence ao gênero de cogumelos Lactarius na ordem Russulales. Encontrado na Indonésia, oi primeiramente descrito cientificamente por Verbeken e Horak em 2002.